# Der Pilger (Film)
Der Pilger ist eine US-amerikanische Stummfilmkomödie von und mit Charles Chaplin aus dem Jahre 1923.

## Handlung
Charlie ist ein aus dem Zuchthaus entsprungener Häftling, der auf der Flucht die Kleidungsstücke eines Geistlichen stiehlt und fortan für einen Pfarrer gehalten wird. In einem kleinen Ort wird der neue „Prediger“ willkommen geheißen, und auch Charlie findet rasch Gefallen an seiner neuen Heimat, zumal ihm hier ein hübsches junges Mädchen ins Auge sticht. Doch zunächst muss er eine schwierige Prüfung bestehen: Wie hält man einen Gottesdienst, wenn man von der Liturgie keine Ahnung hat? Charlie löst die Situation in der Kirche unter anderem, indem er pantomimisch die Geschichte von David und Goliat so erzählt, dass die Erwachsenen eher irritiert sind, jedoch ein anwesendes Kind begeistert Beifall klatscht.
Bald taucht ein früherer Mitgefangener auf, der Charlie zurück auf den Pfad der Untugend bringen will und die Mutter des Mädchens um ihr Erspartes bringt. Charlie, der ganz in seinem neuen Dasein aufgeht, sorgt dafür, dass die Mutter ihr Geld zurückbekommt.
Doch der ortsansässige Sheriff kommt hinter die wahre Identität Charlies, als er ihn auf einem Steckbrief wiedererkennt. Von Charlies gutem Kern überzeugt, bringt er den Ausbrecher und falschen Geistlichen an die mexikanische Grenze. Dort befiehlt der Sheriff Charlie, Blumen zu pflücken. In Wirklichkeit will der Gesetzeshüter ihm jedoch die Flucht in die Freiheit ermöglichen. Doch Charlie begreift nicht. Er pflückt die Blumen auf der mexikanischen Seite und kommt auf die amerikanische Seite zurück. Von so viel Begriffsstutzigkeit genervt, verpasst der Sheriff Charlie einen Fußtritt – der diesen zurück auf die mexikanische Seite schleudert. Doch die Freiheit hat ihre Schattenseiten: Wild um sich schießende Bandidos machen Charlies Leben jenseits der Grenze nicht sicherer. Und so spaziert er mit einem Fuß auf mexikanischer und dem anderen auf amerikanischer Seite, gefangen zwischen unberechenbaren Pistoleros und einem hartnäckigen Sheriff.

## Hintergrund
Der 1922 gedrehte Kurzfilm erlebte seine Uraufführung am 24. Januar 1923 in New York City. Im US-Bundesstaat Pennsylvania wurde der Film verboten, da er angeblich das Priesteramt lächerlich mache. In Deutschland, wo Der Pilger zur Weihnachtszeit 1929 herausgebracht wurde, lief der Film auch unter dem Titel Charlie Chaplin – Gehetzte Unschuld.
Der vierjährige spätere Drehbuchautor Dean Riesner war der Sohn des gleichfalls hier mitwirkenden späteren Regisseurs Charles Reisner.

## Kritiken
„Vielzitiertes Glanzstück des Films ist Chaplins erste Predigt in seinem neuen Wirkungsbereich, bei der er die Gemeindemitglieder mit einer pantomimischen Darstellung des Kampfes zwischen David und Goliath verblüfft. Aber nicht derartige Kabinettstückchen machen die Bedeutung des Films aus: Wichtiger ist die Konsequenz, mit der Chaplin die heitere Unschuld seines Helden in einer turbulenten Welt schildert. Typisch dafür ist der Schluß, als der kleine Pilger gleichsam heimatlos zwischen zwei Ländern einherhüpft, weil er weiß, daß ihn hüben wie drüben nur Ungemach erwartet.“

„Die berühmte Schlußeinstellung, in der Chaplin mit je einem Bein in den USA und Mexiko entlang der Grenze zweier Staaten läuft, in denen er nichts zu suchen hat, ist vielleicht seine gelungenste Metapher zur Einsamkeit des Tramps in einer Welt, die sich in der Wahrung oberflächlicher Konventionen erschöpft.“

Star comedy with more sentiment than laughter.

„Starkomödie mit mehr Gefühl als Lachen.“